# Loudetia arundinacea
Loudetia arundinacea är en gräsart som först beskrevs av A.Rich, och fick sitt nu gällande namn av Ferdinand von Hochstetter och Ernst Gottlieb von Steudel. Loudetia arundinacea ingår i släktet Loudetia och familjen gräs. Inga underarter finns listade i Catalogue of Life.